# Gadakaral
Gadakaral est une localité du Cameroun située dans le canton de Mémé, dans la commune de Mora, dans le département du Mayo-Sava et la région de l'Extrême-Nord.

## Géographie
Gadakaral se situe à l'extrême nord du département, au Sud de Mora, à la limite de la frontière avec le Nigeria.

## Population
Lors du recensement de 2005, 430 personnes y ont été dénombrées, dont 203 hommes et 227 femmes.